# Record Cabo Verde
Record Cabo Verde é um canal da Record em Cabo Verde.
Canal generalista com programas de informação, entretenimento, séries e novelas, onde também o jornalismo se diferencia pelo dinamismo com que é veiculada a notícia. Opera em sinal digital e analógico, e é uma emissora própria do Grupo Record.

## Programação local
- CV no Ar
- Eco Musical
- Ponto de Vista
- Fala Cabo Verde
- Record Shopping
- Tudo a Ver
- Contacto Directo
- Pikinotes Sabe Tcheu

### Fala Cabo Verde
Principal jornal da emissora, o Fala Cabo Verde é totalmente produzido em Cabo Verde. O noticiário é exibido de segunda a sexta às 19h30, com apresentação das jornalistas Silvana Gomes, Edneia Barros e com a coordenação da jornalista Elisabete Dias.

### Eco Musical
Em 2019 o Eco Musical ganhou uma nova apresentadora, Morena Mendes assumiu o comando da atração vespertina trazendo novos formatos. O programa é produzido integralmente em Cabo Verde, exibindo entrevistas exclusivas com os artistas nacionais  e o melhor da cabo-verdiana, sem esquecer os destaques do que acontece nos bastidores do showbiz.
As músicas do momento, a rubrica Eco Top com o melhor dos vídeo clips do momento fazem parte deste programa multicultural.

## Cobertura
Com cobertura nacional em sinal digital, a TV Record Cabo Verde transmite seu sinal aberto da cidade de Praia para as demais ilhas do arquipélago no canal 2.

## Direção Executiva
Desde de 2012, Leandro Pinheiro (Salvador, 04 de janeiro de 1980), é o Diretor Executivo da Record em Cabo Verde. 

## Prémios e indicações
| Ano  | Prêmio                                         | Categoria          | Indicação                 | Resultado |
| ---- | ---------------------------------------------- | ------------------ | ------------------------- | --------- |
| 2019 | PNJ - Prémio Nacional de Jornalismo            | Televisão          | Menção Honrosa            | Venceu    |
| 2019 | PNDH - Prémio Nacional Direitos Humanos 2019   | Comunicação Social | 1º lugar                  | Venceu    |
| 2020 | PNJA - Prémio Nacional do Jornalismo Ambiental | Televisão          | 1º lugar                  | Venceu    |
| 2020 | PNJ - Prémio Nacional de Jornalismo            | Televisão          | 1º lugar                  | Venceu    |
| 2021 | PNP - Prémio Nacional de Publicidade           | Televisão          | 1º lugar Edição 2019/2020 | Venceu    |
| 2021 | PNJ - Prémio Nacional de Jornalismo            | Televisão          | Menção Honrosa            | Venceu    |